# 安格巴赫河 (錫姆斯湖)
47°51′29″N 12°13′36″E / 47.85805°N 12.22668°E

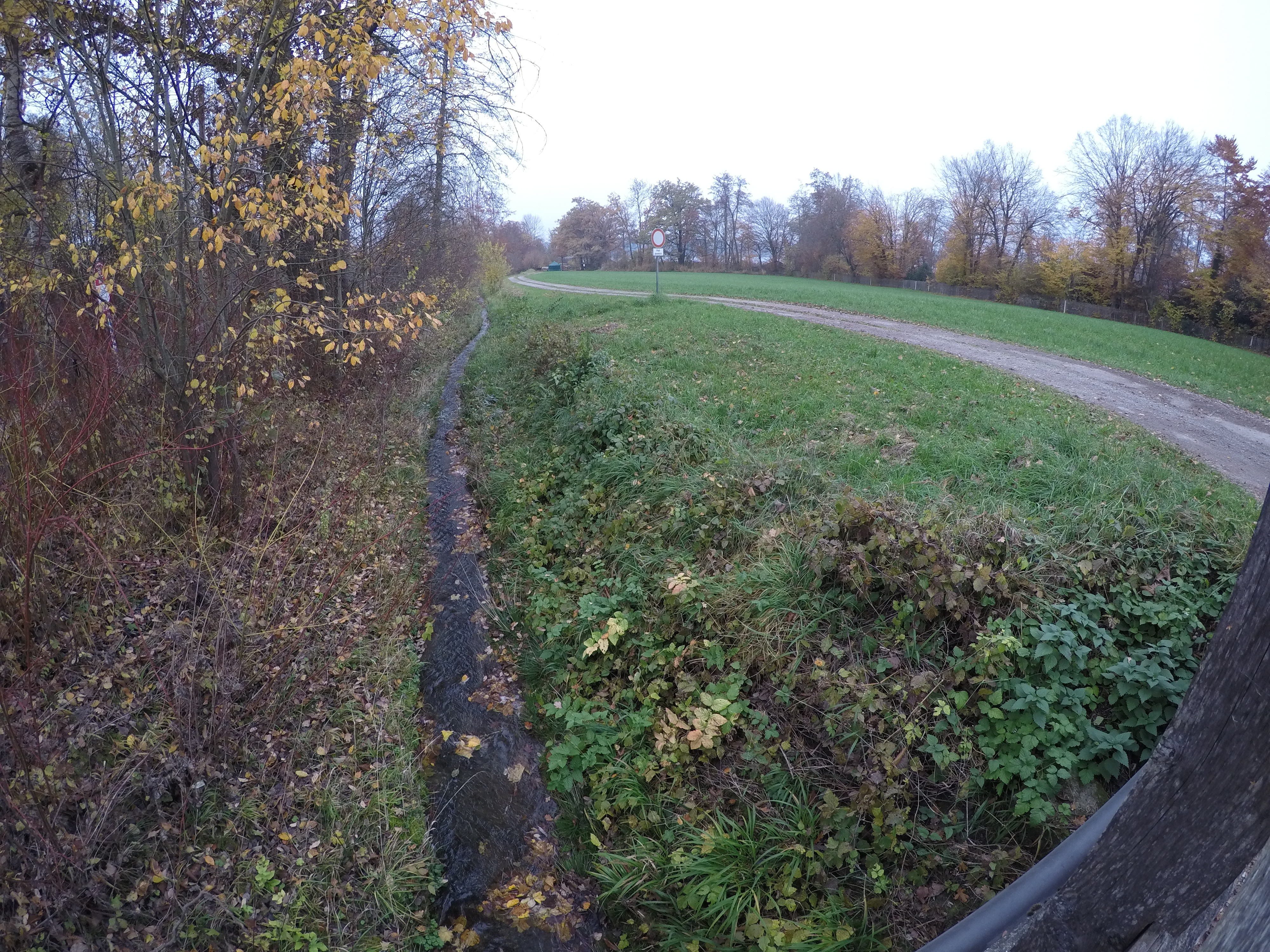

安格巴赫河（德語：Angerbach），是德國的河流，位於該國東南部，由巴伐利亞負責管轄，該河流經里德靈，最終注入錫姆斯湖南部，河道全長3.5公里。